# Waeringella
Waeringella es un género de foraminífero bentónico de la subfamilia Fusulinellinae, de la familia Fusulinidae, de la superfamilia Fusulinoidea, del suborden Fusulinina y del orden Fusulinida. Su especie tipo es Waeringella spiveyi. Su rango cronoestratigráfico abarca desde el Stephaniense (Carbonífero superior) hasta el Cisuraliense (Pérmico inferior).

## Discusión
Clasificaciones más recientes incluyen Waeringella en la subclase Fusulinana de la clase Fusulinata.

## Clasificación
Waeringella incluye a las siguientes especies:
- Waeringella bailkeyi †
- Waeringella chiricahuensis †
- Waeringella infrequenta †
- Waeringella minima †
- Waeringella spiveyi †
- Waeringella sulaensis †
- Waeringella usvae †